# Wildberg (hrad)
Wildberg je největší zřícenina hradu v Horních Rakousích. Pocházející pravděpodobně ze 12. století a patří rodu Starhembergů. Na hradě byl v roce 1394 dočasně vězněn český král Václav IV.